# Aleksej Konstantinovič Tolstoj
Grof Aleksej Konstantinovič Tolstoj (rusko Алексе́й Константи́нович Толсто́й), ruski pesnik, pisatelj, romanopisec in dramatik, * 5. september (24. avgust, ruski koledar) 1817, Sankt Peterburg, Ruski imperij (danes Rusija), † 10. oktober (28. september) 1875, vas Krasnij Rog, Ruski imperij (danes Počepski rajon, Brjanska oblast, Rusija).
Tolstoj velja za pomembnega pesnika v ruski književnosti 19. stoletja.
Rodil se je očetu grofu Konstantinu Petroviču Tolstoju (1779-1870). Diplomiral je na Univerzi v Moskvi leta 1836. Večino življenja je preživel na dvoru. Po materini smrti se je v Dresdnu poročil s Sofijo Bahmetevo. Leta 1861 se je upokojil in se posvetil pisateljevanju.
Njegov trajni doprinos k ruski prozni književnosti je trilogija treh zgodovinskih dram, tvorjenih po Puškinovi tragični drami Boris Godunov.

## Dela

### Dramatika
- Fantazija (Фантазия) (1850) (prvič igrana v Aleksandrinskem gledališču leta 1851)
- Don Juan (Дон Жуан) (1862)
- Smrt Ivana Groznega (Смерть Иоанна Грозного) (1866) (prvič igrana v Aleksandrinskem gledališču leta 1867) (prevod Josip Vidmar, Slovenska matica, Ljubljana 1979), (COBISS)
- Car Fjodor Ioanovič (Царь Фёдор Иоаннович) (1868) (prvič igrana v gledališču Književno-umetniškega društva leta 1898) (prevod Josip Vidmar, Slovenska matica, Ljubljana 1975), (COBISS)
- Car Boris (Царь Борис) (1870) (prvič igrana v Moskovskem gledališču Brenko leta 1881) (prevod Josip Vidmar, Slovenska matica, Ljubljana 1983), (COBISS)
- Posadnik (Посадник) (1871) (prvič igrana v Aleksandrinskem gledališču leta 1877)

### Proza
- Srebrni knez (Князь Серебряный) (1862)
- Upir (Упырь) (1841)
- Družina nemrtvih (Семья вурдалака) (1839)
- Srečanje čez tristo let (Встреча через триста лет) (1839)
- Volčji posvojenec (Волчий приемыш) (1843)
- Steblovski (Стебловский) (1846)

### Publicistika
- Projekt postavitve na oder tragedije 'Smrt Ivana Groznega' (Проект постановки на сцену трагедии 'Смерть Иоанна Грозного') (1866)
- Projekt postavitve na oder tragedije 'Car Fjodor Ioanovič' (Проект постановки на сцену трагедии 'Царь Федор Иоаннович') (1868)